# Furie (schip, 1916)
De Furie is een door stoom aangedreven in Nederland gebouwde zeesleepboot. Na een lange carrière van zestig jaar in Zweden, kwam de sleepboot in 1976 terug naar Nederland. Sinds 1978 heeft het schip de status museumschip. 

## Geschiedenis
Het schip is in 1916 voor eigen rekening gebouwd door Scheepswerven v.h. Gebr. G & H. Bodewes, gevestigd te Martenshoek in Nederland en gedoopt als Bodewes VI. In 1918 werd het schip verkocht aan Holmen Bruks & Fabriks AB, een papierfabriek in Norrköping, Zweden. Het werd onder de Zweedse vlag geregistreerd onder de naam Holmen III. Om te voorkomen dat het als schip van een neutraal land werd aangevallen werd er met grote letters SVERIGE (Zweden) op de zijkanten geschilderd. Het werd gebruikt voor het slepen van houtvlotten over de Oostzee.
Het was in de Finse en Zweedse houtindustie gebruikelijk om de gekapte bomen in de rivier te gooien en door de stroom mee te laten voeren naar de monding van de rivier. Daar werden ze gebundeld in grote vlotten, soms tot 400 meter lengte. De maximale hoeveelheid hout die door de Holmen III kon worden gesleept was rond de 9000 kubieke meters. Het schip sleepte de vlotten naar de papierfabrieken in Norrköping of Hallstavik. In de jaren 60 werden de sleepboten echter vervangen door vrachtwagens en treinen en de kapitein van het schip kon haar in 1969 overnemen. Hij voer ermee in de omgeving van Stockholm onder haar nieuwe naam Holmvik.
In 1976 werd het schip aangekocht voor de AVRO, die het boek Hollands Glorie van Jan de Hartog wilde verfilmen voor een televisieserie. Het arriveerde op 30 april 1976 in IJmuiden. Het werd weer onder Nederlandse vlag gebracht en geregistreerd als Furie. De opnamen werden gemaakt in de Bantry Bay, Ierland, waar het schip in verschillende gedaanten optrad, eerst als Jan van Gent en later als Furie. Daarna werden op het IJsselmeer aanvullende opnamen gemaakt. Na afloop van de opnamen werd het schip verkocht aan Handels Mij. Heise en in Zaandam opgelegd voor de sloop.
In 1978 kon het schip worden aangekocht door de Stichting Hollands Glorie, een voor het behoud van het schip opgerichte stichting. Op 17 februari 1978 arriveerde het schip in Maassluis. In 1980 werd de restauratie van schip en stoommachine-installatie bekroond door de goedkeuring van de ketel door het Stoomwezen, waarna het schip weer zelfstandig kon varen. De Furie werd officieel in gebruik gesteld door Hugo Metsers, die in de televisieserie Hollands Glorie de hoofdrol van Jan Wandelaar vertolkte.
In 2016 werd de Furie ingezet bij de nationale intocht van Sinterklaas in Maassluis.

## Stoommachine
Het schip vaart met een triple-expansiemachine van 450 ihp voor de schroef en de hulpapparatuur, zoals pompen, en met een stoomturbine voor de stroomvoorziening. De uit 1916 daterende originele tweevuurs Schotse ketel, is een zogenoemde vlampijpketel met twee vuurgangen met een waterinhoud van 15.000 liter en een condensor. De ketel is gebouwd door Machinefabriek Fulton, een onderdeel van de Bodewes-werf waar de sleper gebouwd is. De ketel werd oorspronkelijk gestookt met kolen, maar is in 1957 omgebouwd met twee oliebranders van Amerikaanse makelij.

## Fotogalerij

Stoomsleepboot Furie
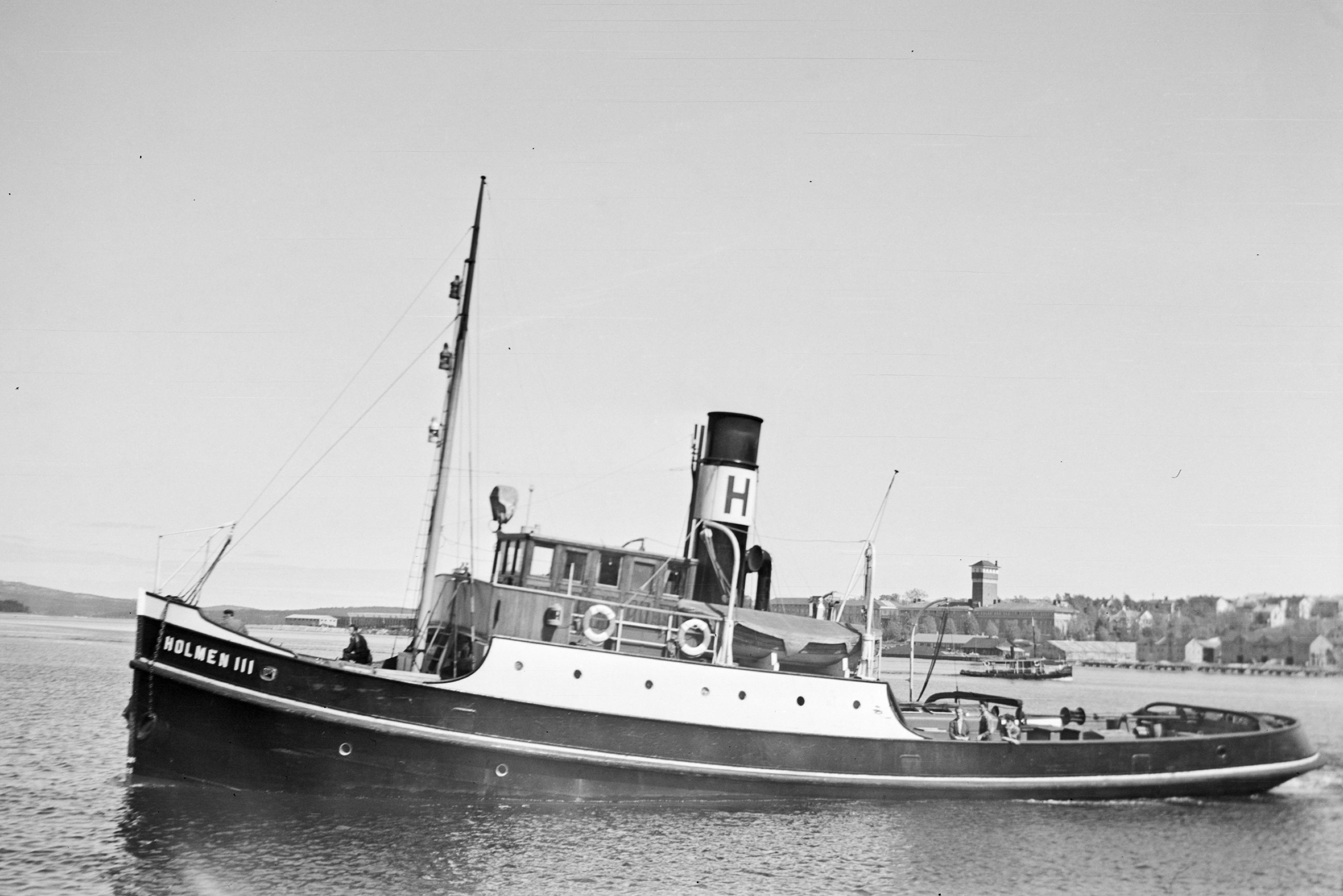
Onder Zweedse vlag als Holmen III, jaren 1960
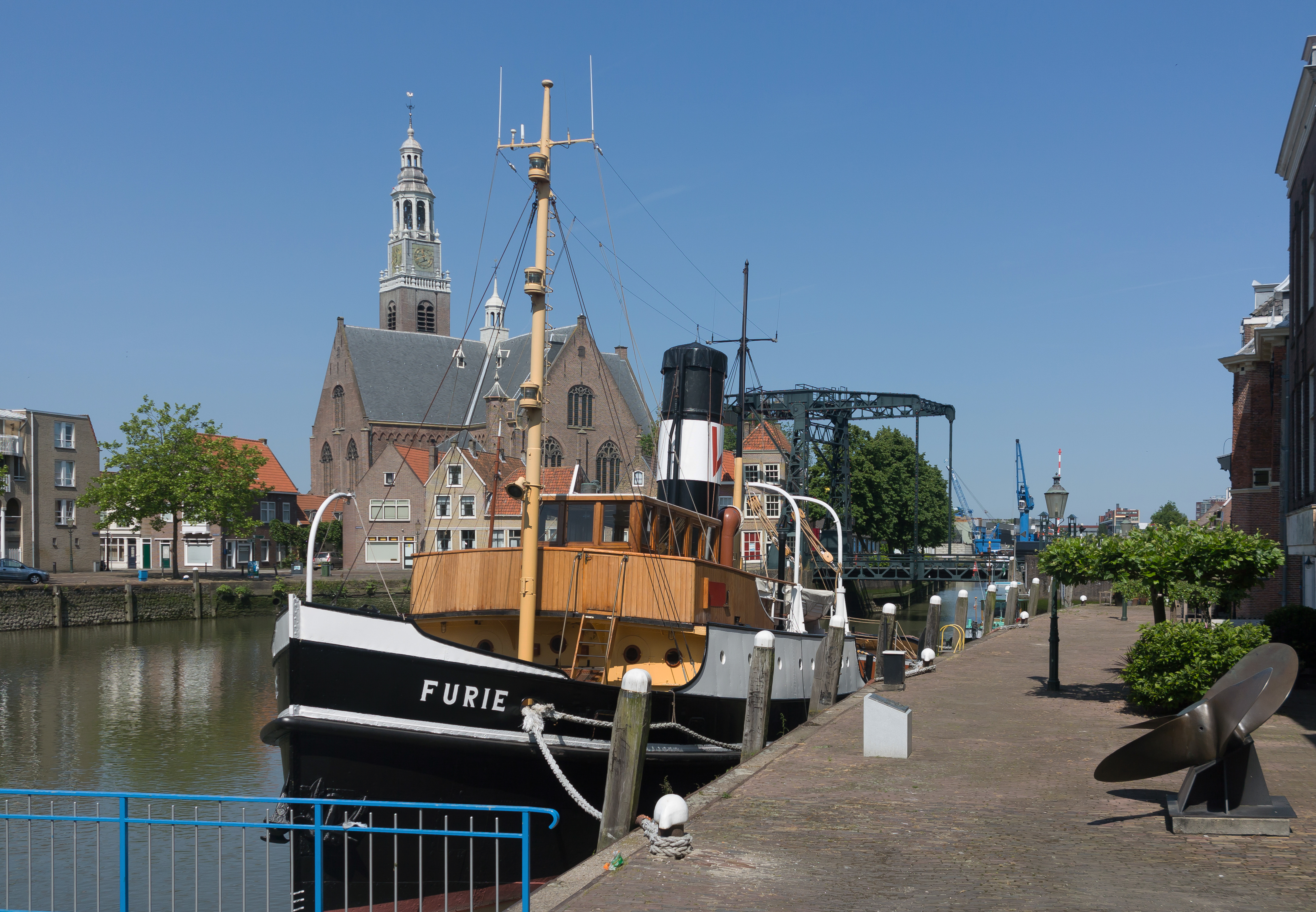
De Furie met de Groote Kerk in Maassluis
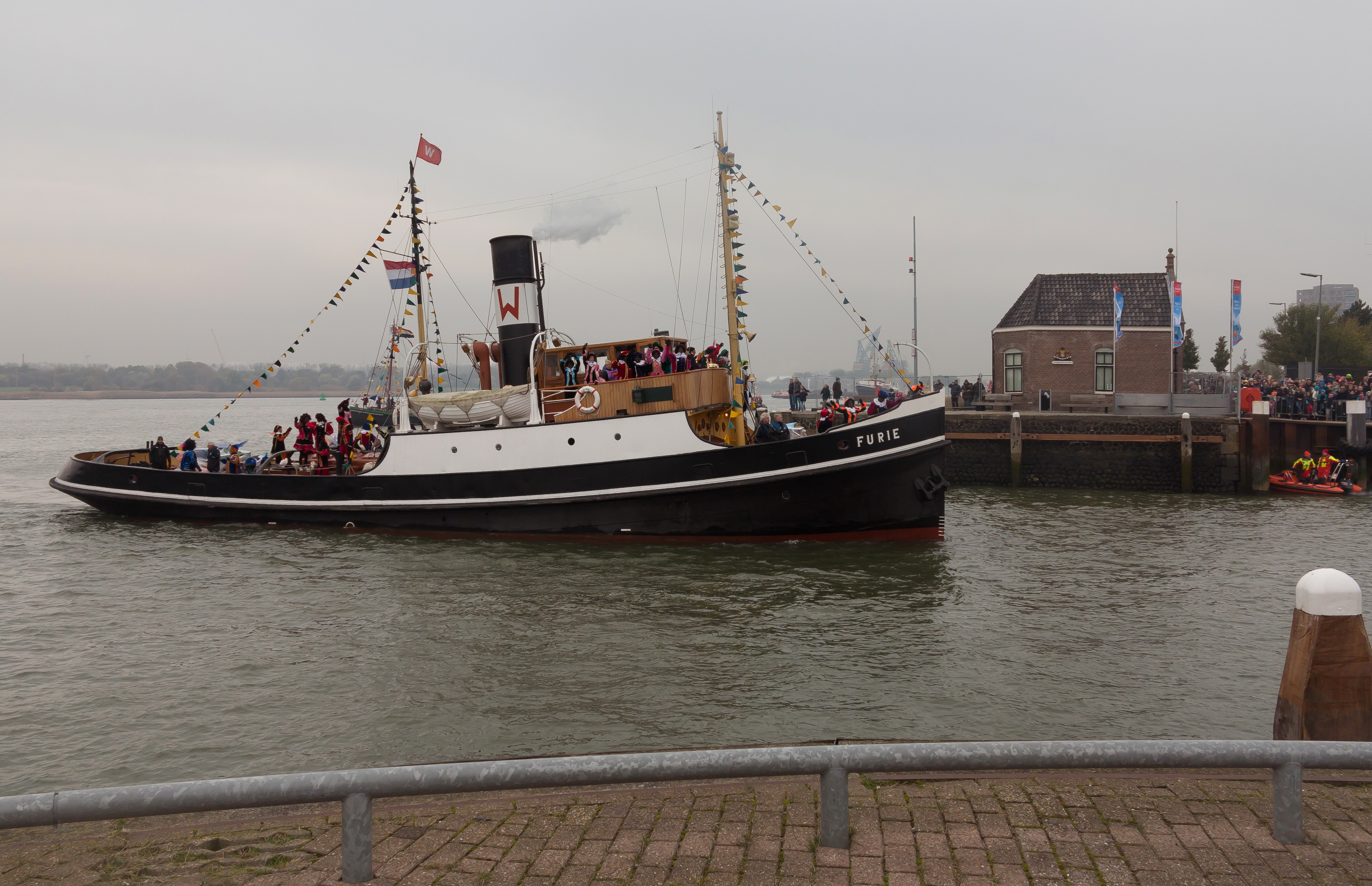
Nationale Intocht Sinterklaas in Maassluis
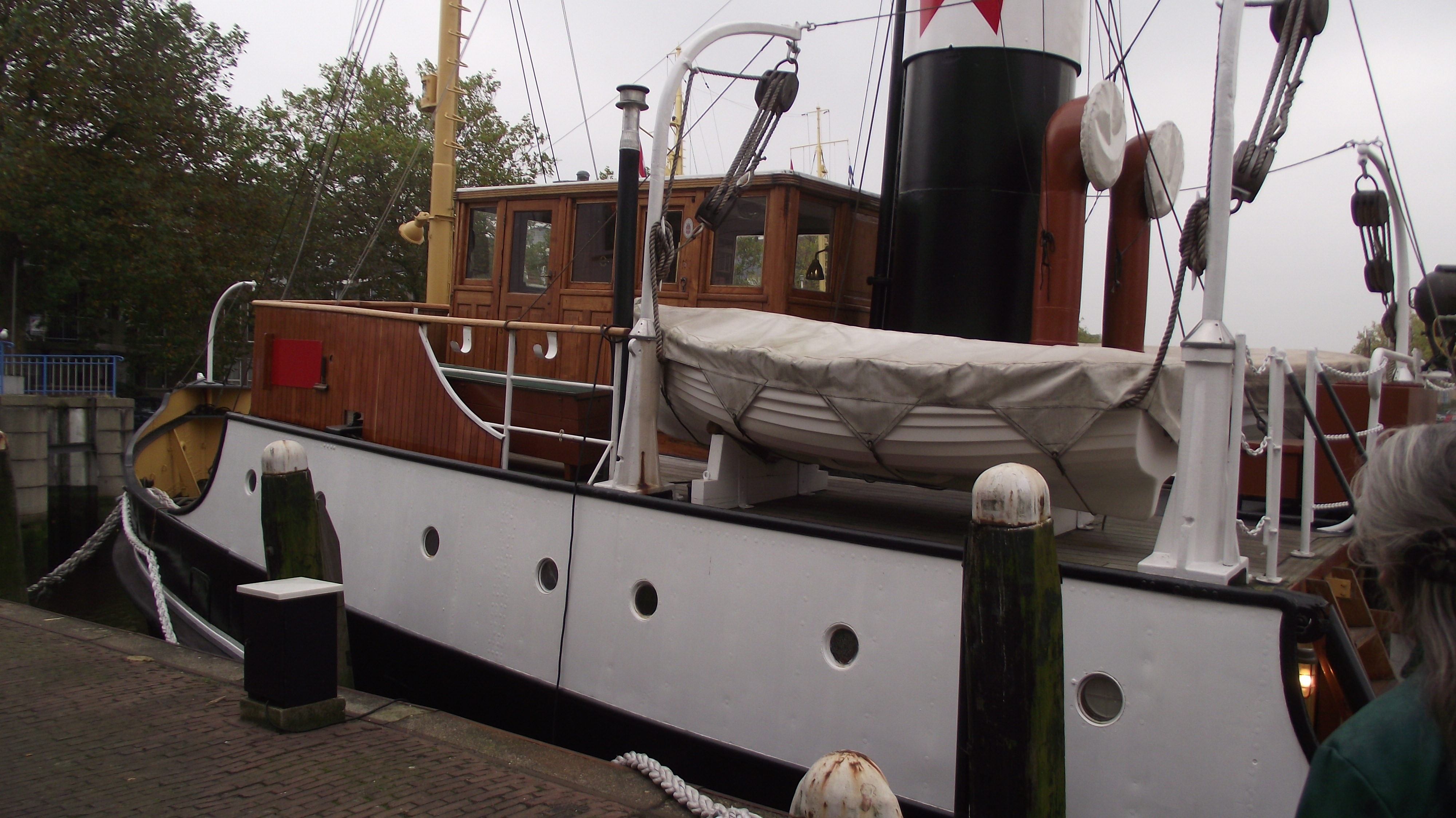
Detail opname
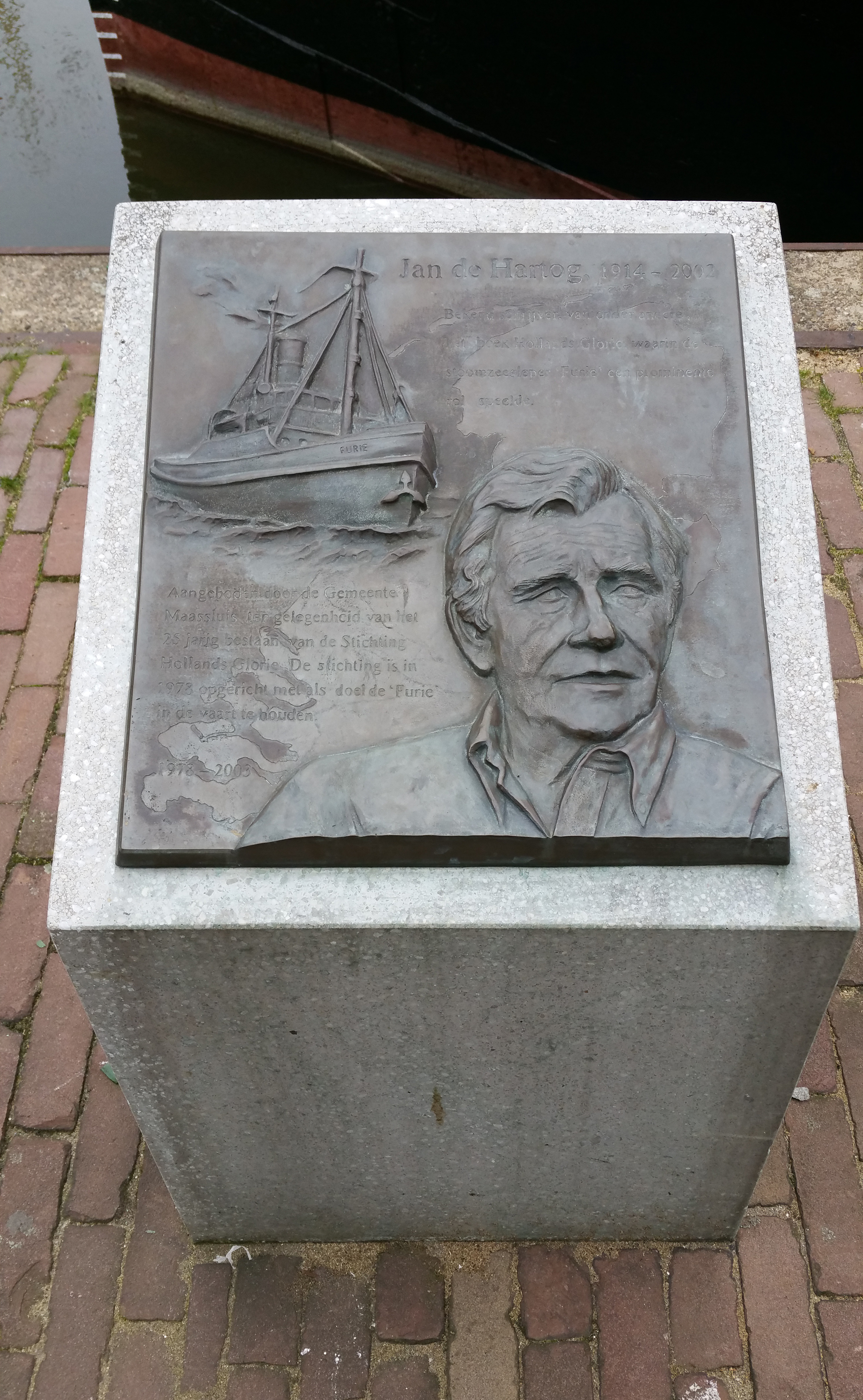
Plaquette van Jan de Hartog in Maassluis met een afbeelding van de Furie
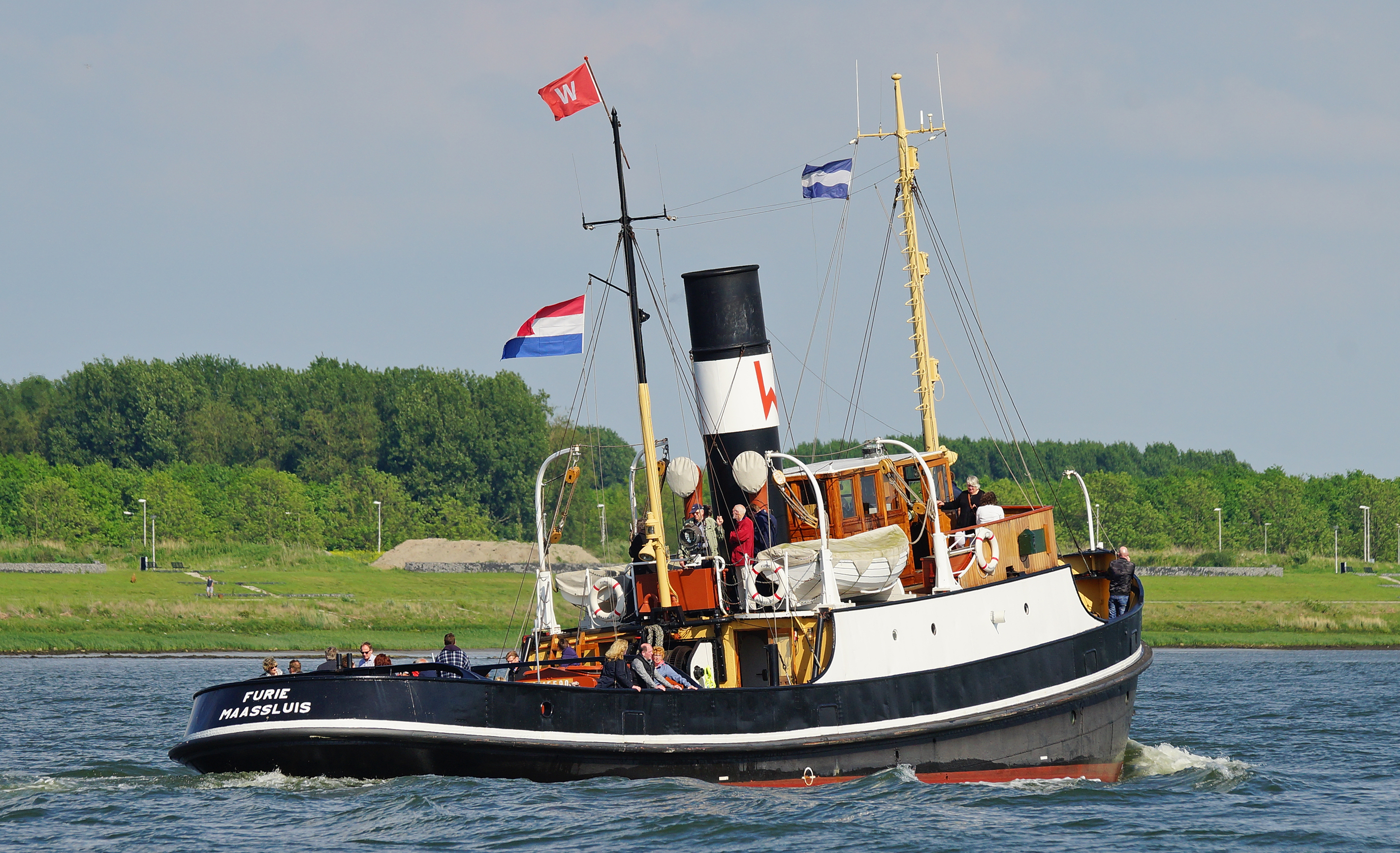
De Furie op de Nieuwe Waterweg